# Bergingsvoertuig
Een bergingsvoertuig is een auto, vrachtauto of rupsvoertuig die of dat wordt ingezet om andere voertuigen te bergen.

## Algemeen
Dit type voertuigen wordt eveneens kraan- of takelwagen genoemd. Deze voertuigen worden ingezet wanneer het weg te slepen voertuig zelf niet meer in staat is zich voort te bewegen, zoals bij  pech, schade na een aanrijding of wanneer dit verkeerd geparkeerd staat. In geval van zwaardere typen, ten behoeve van het wegslepen van vrachtauto's, spreken we over bergingstruck of heavy wrecker.

## Typen
Bergingsvoertuigen zijn in te delen in drie categorieën.
- Kraanwagen: Deze maakt gebruik van een haak aan een uitschuifbare kraanarm. De haak wordt aan het weg te slepen voertuig bevestigd, waardoor dit opgehesen kan worden.
- Lepelwagen: Dit is een type dat de voor- of achterwielen van het te verplaatsen voertuig met behulp van een hydraulisch aangedreven lepel (gezien de vorm ook wel "bril" genoemd) van de grond tilt en zodoende het voertuig verplaatst.
- Oprijwagen (ook wel "rollback"): Deze trekt het te verplaatsen voertuig in zijn geheel op de laadruimte door middel van een lier. Om dit te vergemakkelijken, is het mogelijk de laadvloer door middel van hydraulische kracht van de oprijwagen af te schuiven.

Bergingsvoertuigen zijn multifunctioneel dus komen combinaties van bovenstaande typen veel voor. Ook zijn deze voertuigen veelal voorzien van een lier voor het geval er trekkracht bij de berging verlangd wordt.

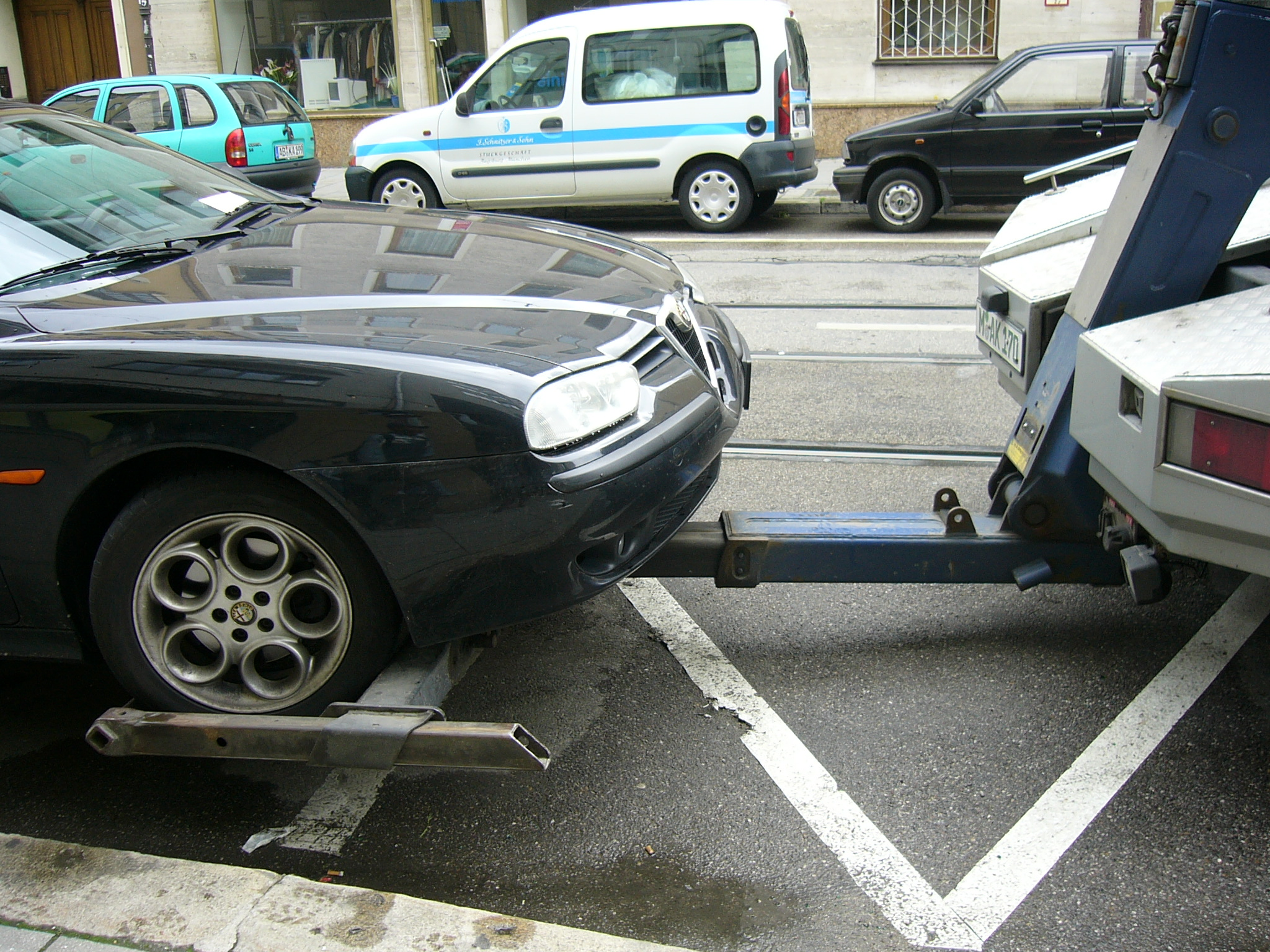
Een auto op de lepel van een Lepelwagen
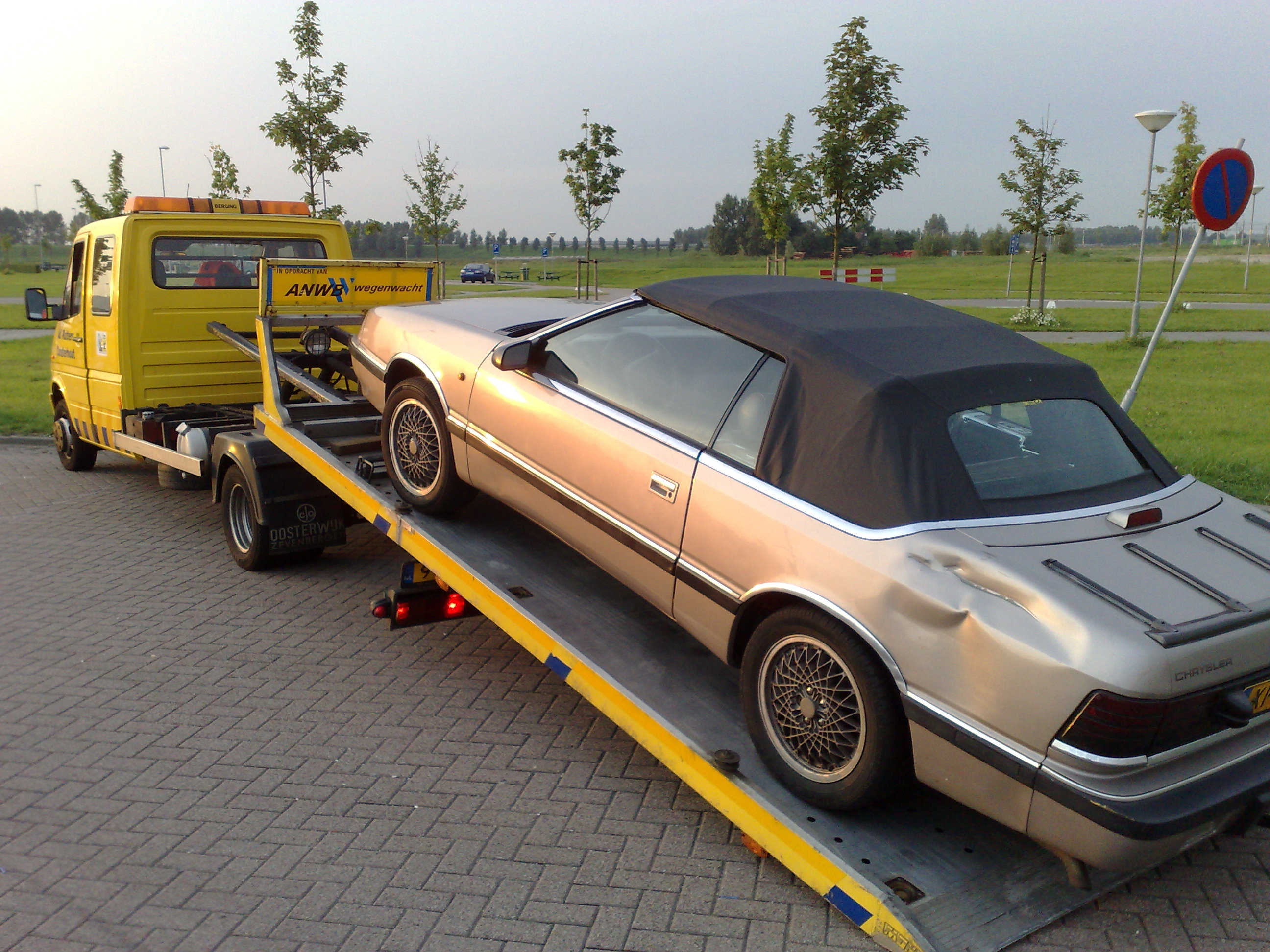
Lichte oprijwagen van de Wegenwacht
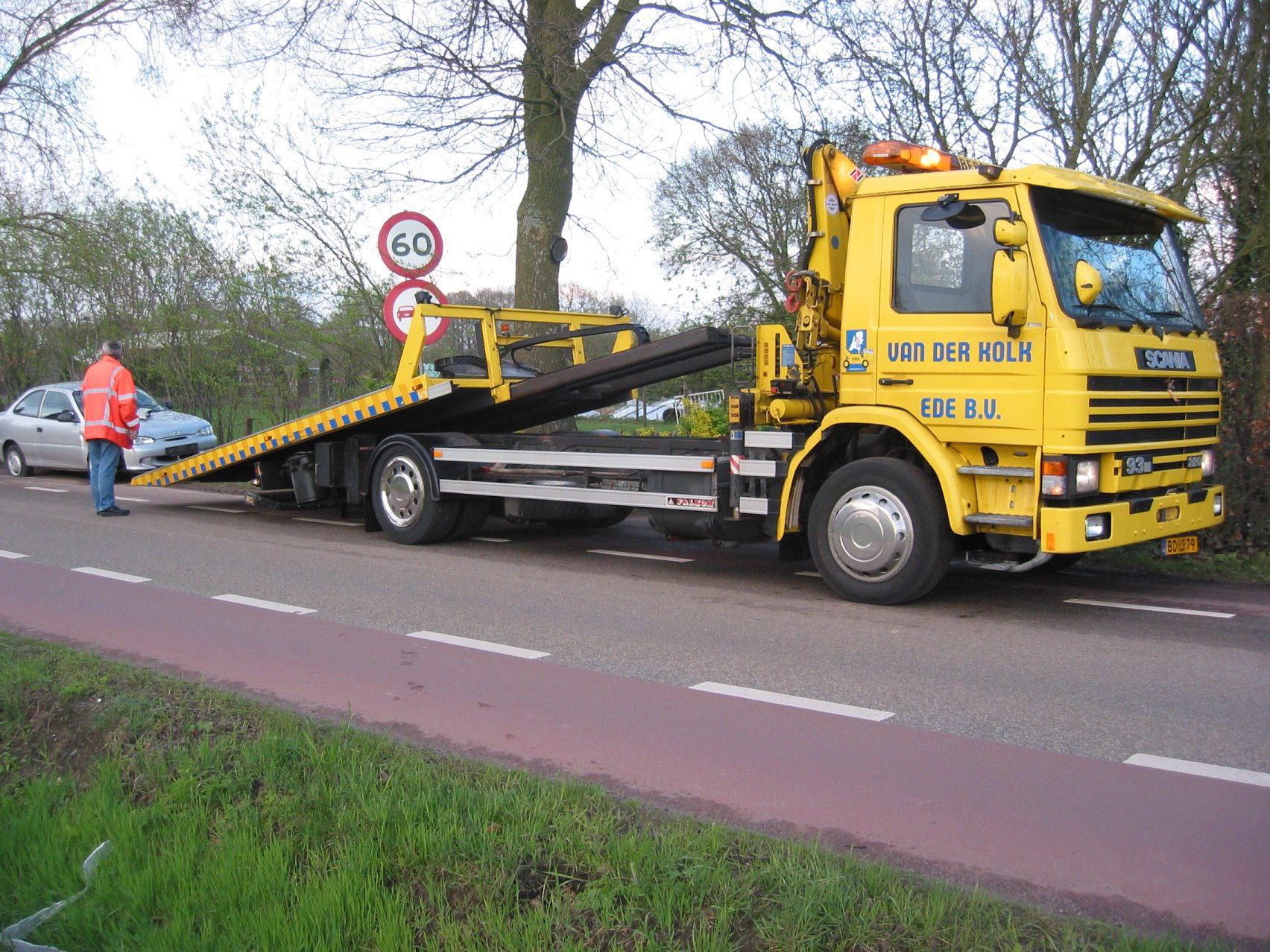
Middelzware oprijwagen
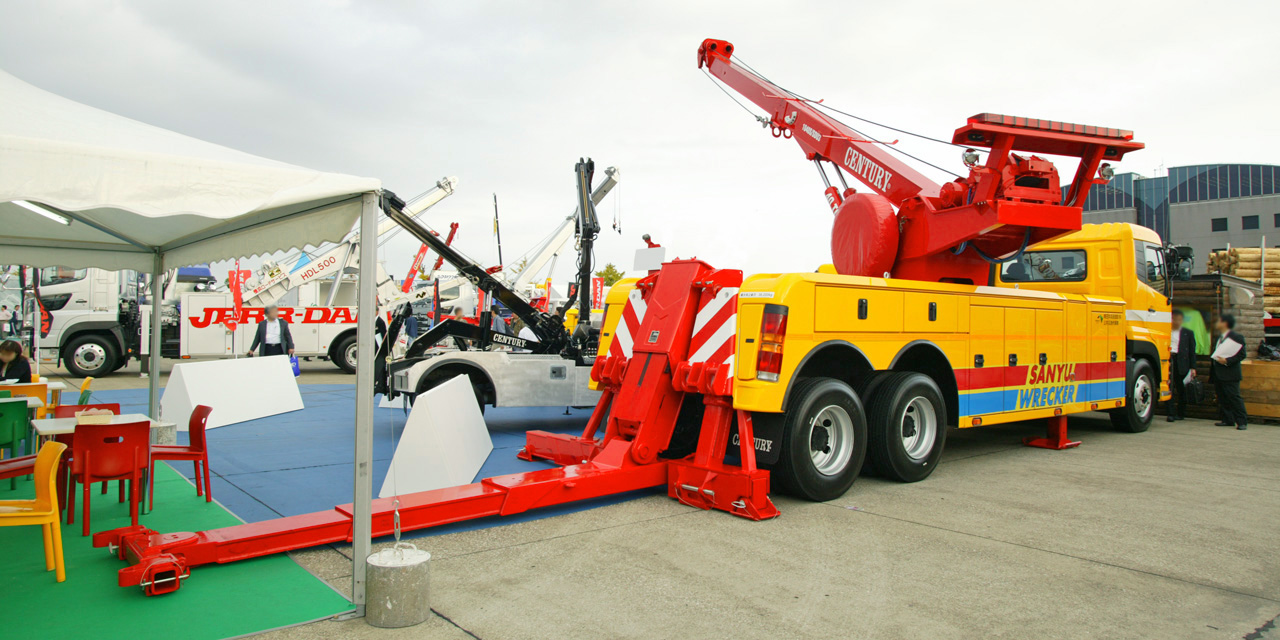
Civiele, zware bergingstruck voorzien van lepel en kraan. (De extreem lange lepel dient voor het liften van  autobussen)
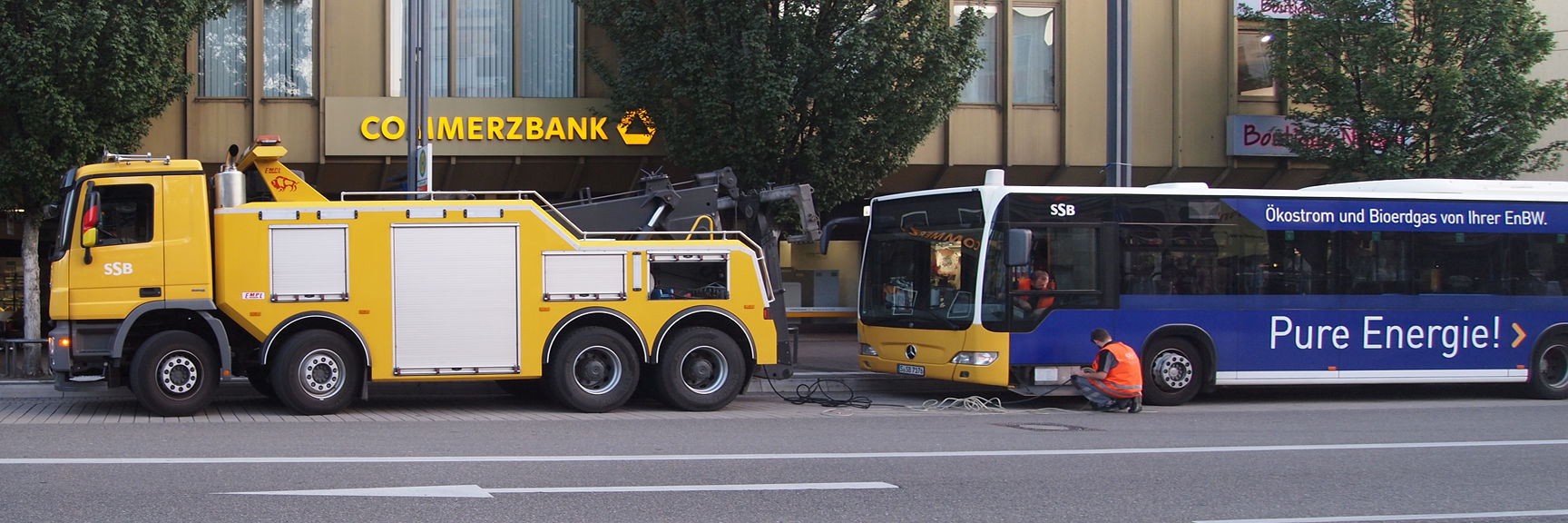
met een autobus

## Militair
Het leger maakt ook gebruik van bergingsvoertuigen. Twee belangrijke varianten worden hierbij onderscheiden:
- bergingsvoertuigen met rupsonderstel; deze worden veelal gebruikt voor het bergen van andere rupsvoertuigen zoals tanks. Deze bergingsvoertuigen zijn veelal van een pantser voorzien en kunnen onder vijandig vuur hun werk doen. Een voorbeeld is de Pantser Rups Berging (PRB) op basis van de Leopard 1-tank.
- met wielonderstel; deze kunnen worden gebruikt voor het bergen van andere wielvoertuigen, pantserwagens en lichte tanks. De bergingsvoertuigen hebben meestal zes wielen die alle worden aangedreven zodat ze in terrein ook hun werkzaamheden kunnen doen. Bij hoge uitzondering zijn deze voertuigen van pantser voorzien, zoals bijvoorbeeld de M26 Pacific Tank Trekker.

Veel bergingsvoertuigen beschikken naast de kraan ook over lier-, snij- en lasinstallaties die bij de berging een rol kunnen spelen.
De Koninklijke Landmacht in Nederland heeft zijn eigen bergingsmiddelen ondergebracht bij herstelpelotons, diagnosegroepen en staven. De moderne DAF YBZ-3300 heeft in de jaren negentig de oudere DAF YB-616-takelwagen vervangen. Van de Leopard 2 is ook een PRB in gebruik.

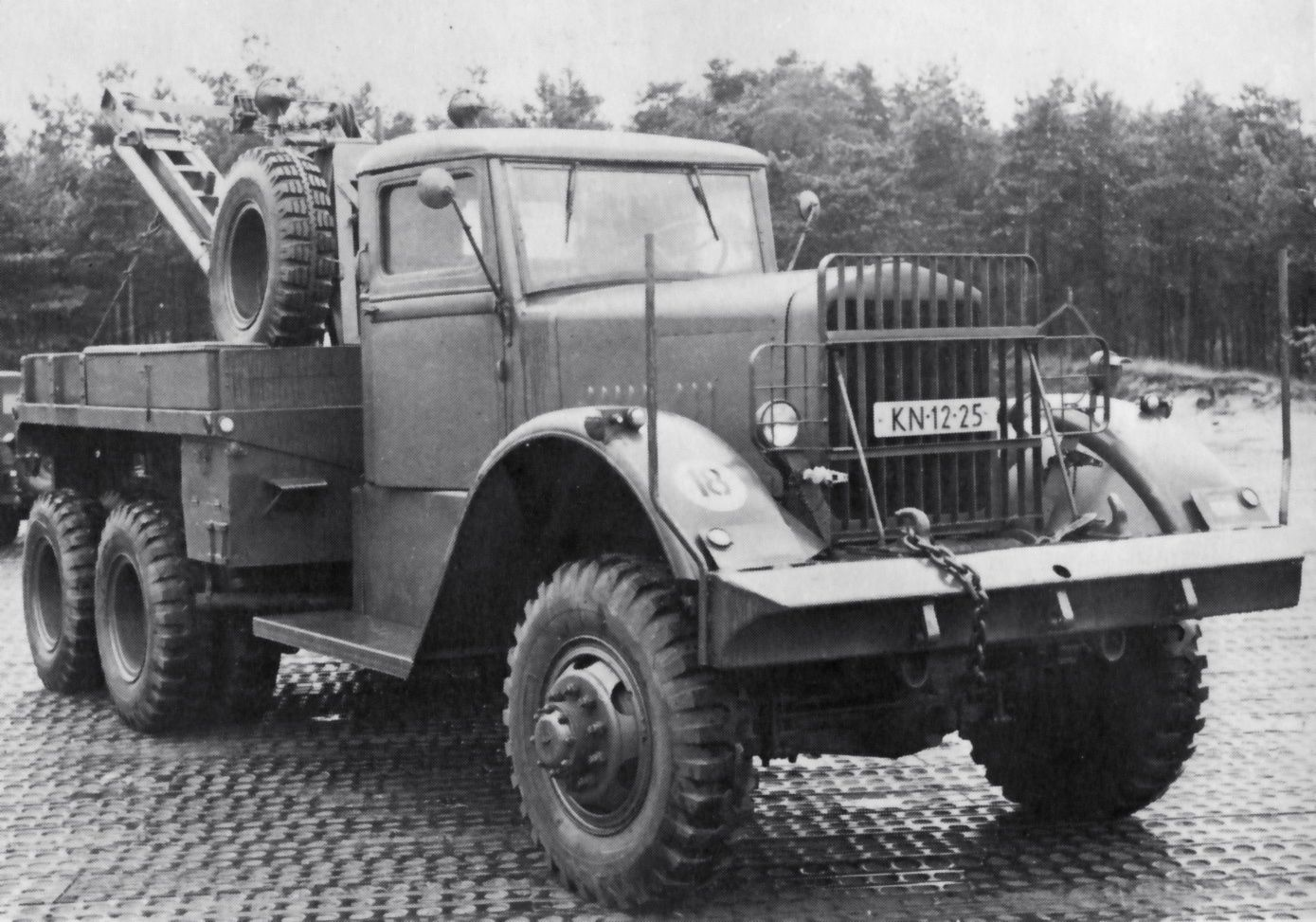
Ward LaFrance, bergingsvoertuig uit de Tweede Wereldoorlog
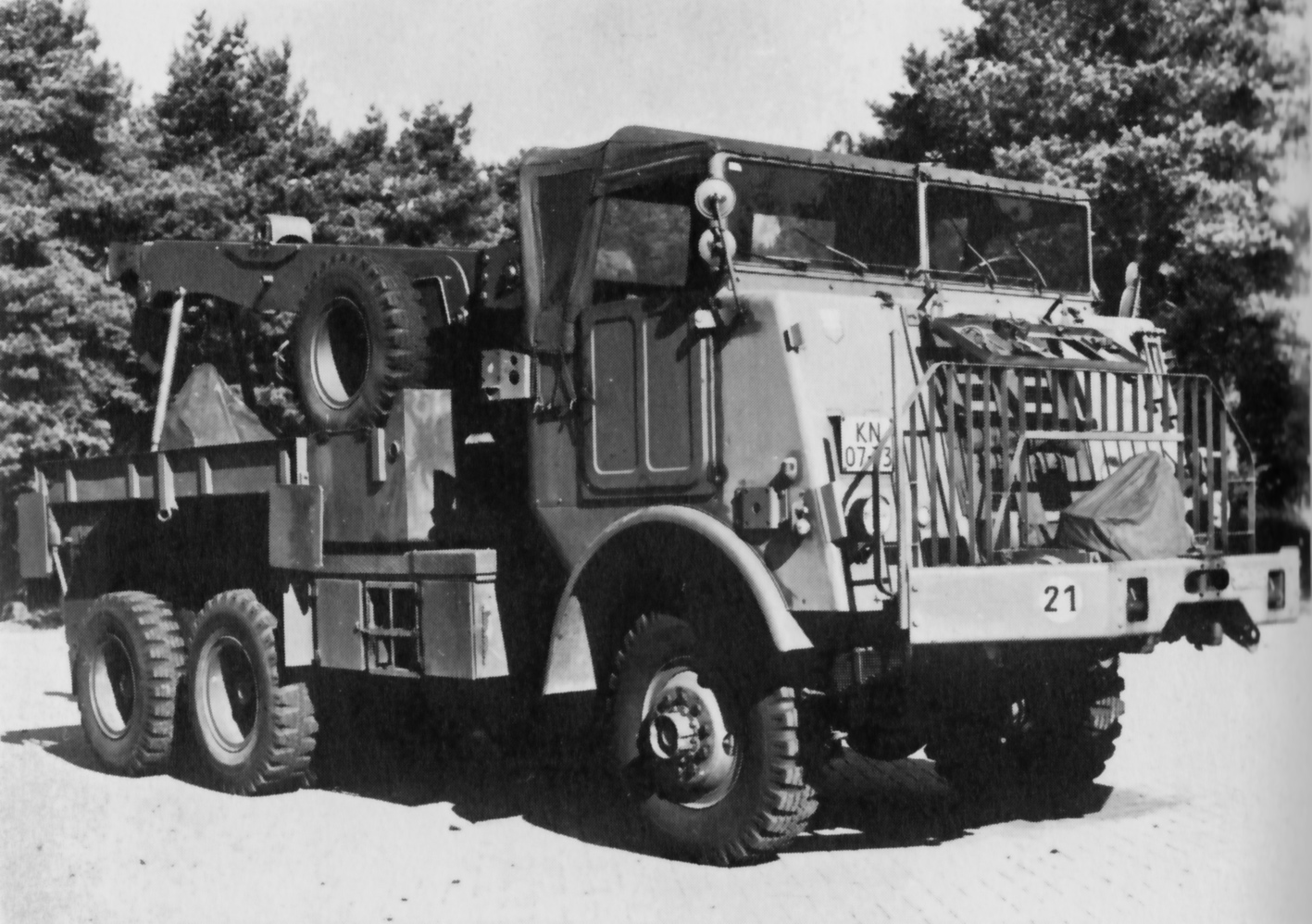
DAF YB 626, zwaar bergingsvoertuig
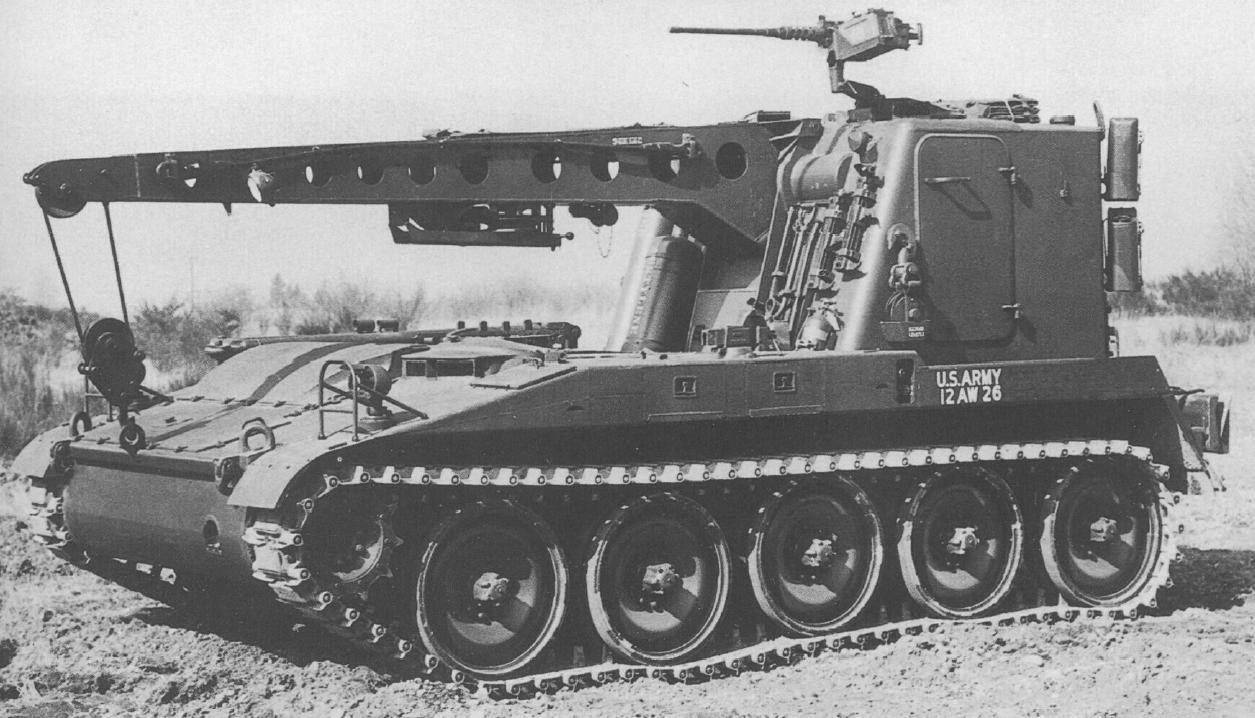
M578, rupsbergingsvoertuig
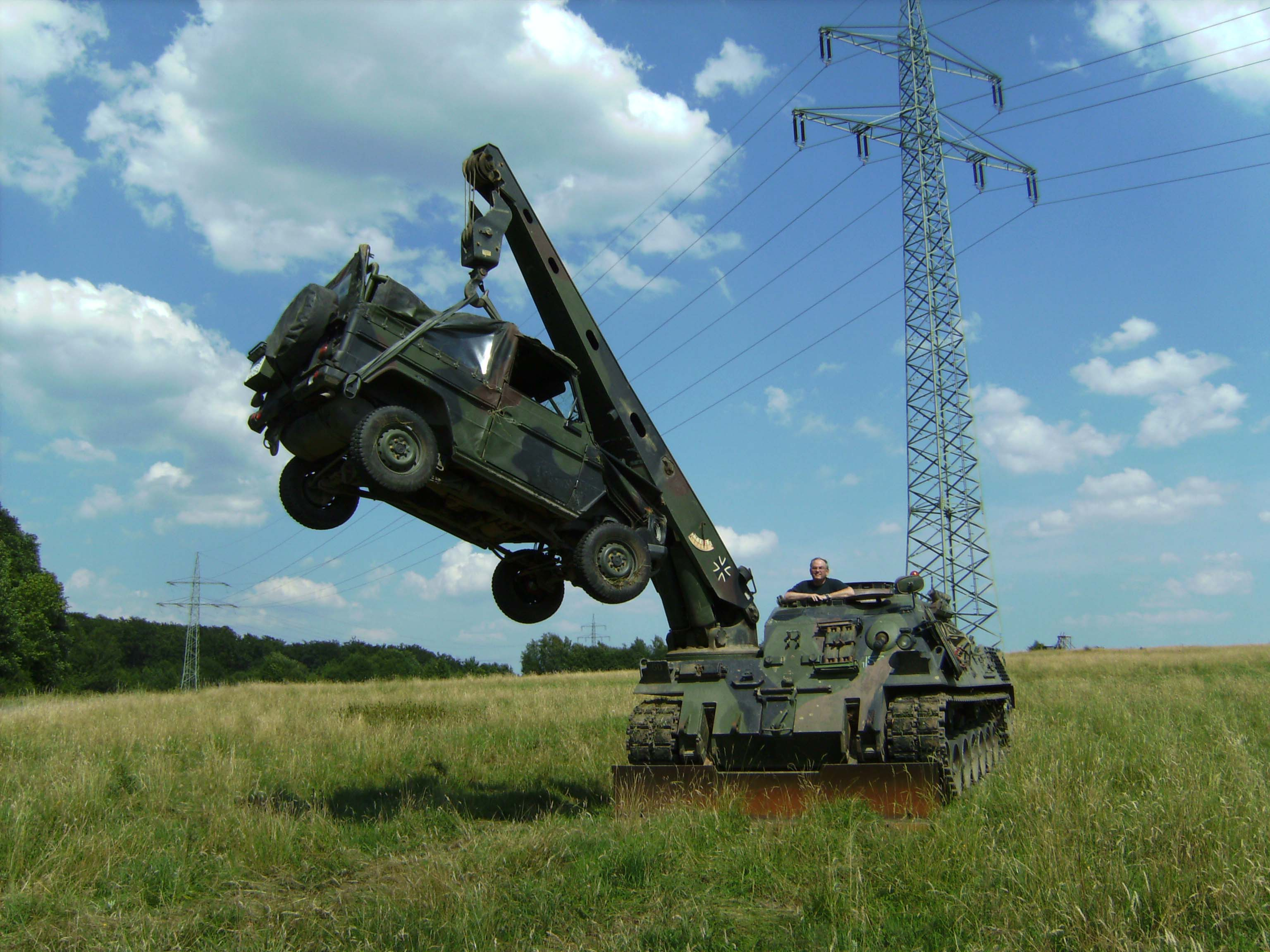
Leopard 1, zware bergingstank
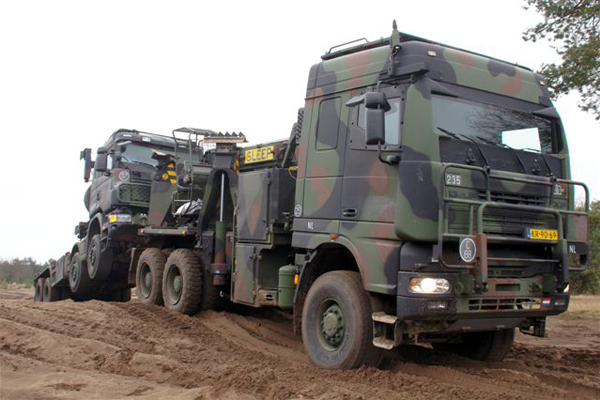
DAF YBB-95.480, zwaar bergingsvoertuig, sinds 2010 in gebruik bij de KL